# 山河ほたる
山河 ほたる（やまかわ ほたる、1959年7月7日 - ）は、日本のAV女優。アースプロモーション所属。

## 略歴・人物
2011年10月にAVデビュー。50歳を過ぎてデビューした熟女系のAV女優である。

## 出演作品

### アダルトビデオ
2011年
- 神奈川県の某有名百貨店員がAVデビュー!! （10月10日、グローバルメディアエンタテインメント） ※デビュー作
- 近親遊戯 母と子 #03 （11月10日、グローバルメディアエンタテインメント）
- 美熟女純愛ラプソディ 30コ上のカノジョ。 （12月1日、タカラ映像）
- 近親相姦 五十路のお母さんに膣（なか）中出し （12月7日、ルビー）
- 近親相姦 母子受精 （12月29日、センタービレッジ）

2012年
- お仕事熟女 顧客と寝るにとどまらず新入男子社員の青臭い肉体を貪り食うド淫乱な五十路保険外交員 （2月8日、ルビー）
- 母の友人 （3月7日、マドンナ）
- おふくろ風呂 浴槽の中で溶け合うカラダ、母と息子のイケナイ隠し事 （3月22日、ルビー）…オムニバス作品
- 近親相姦 愛しい私の息子 （4月29日、ドリームステージエンタテインメント）
- 誘惑熟女姉妹 （4月29日、小林興業）
- 母子交尾 【藤野路】 （5月24日、ルビー）

## 外部リング
- 山河ほたるオフィシャルブログ